# あみやまさはる
あみや まさはる（本名：網谷 正治（読みは同じ）、1970年8月29日 - ）は、日本の男性脚本家。東京都出身。小山高生主宰の脚本家集団ぶらざあのっぽ（アニメシナリオハウス）OB。主なアニメーションを中心に活動する。
本名、もしくはあみや まさはる名義でクレジットされる事もある（ただし日本脚本家連盟の信託者名簿では漢字表記は「網谷正晴」）。まだ、ラジオ出演時のマイクネームはアミーゴあみや。

## 参加作品

### テレビアニメ
1990年
- 魔法のエンジェルスイートミント

1992年
- 宇宙の騎士テッカマンブレード（文芸担当）

1993年
- GS美神
- 勇者特急マイトガイン

1994年
- 勇者警察ジェイデッカー
- BLUE SEED（文芸）
- ヤマトタケル

1995年
- 十二戦支 爆烈エトレンジャー
- 黄金勇者ゴルドラン
- 爆れつハンター

1996年
- エルフを狩るモノたち（シリーズ構成）
- VS騎士ラムネ&40炎（シリーズ構成補）
- セイバーマリオネットJ（1996年 - 1997年）

1997年
- エルフを狩るモノたちII（シリーズ構成）
- CLAMP学園探偵団（シリーズ構成）
- 超魔神英雄伝ワタル

1998年
- アキハバラ電脳組
- 快傑蒸気探偵団 TV ANIMATION SERIES（1998年 - 1999年）
- セイバーマリオネットJ to X（1998年 - 1999年）

1999年
- 星方天使エンジェルリンクス（シリーズ構成）
- アークザラッド
- 課長王子

2000年
- 闇の末裔（シリーズ構成）
- タイムボカン2000 怪盗きらめきマン
- GEAR戦士電童（2000年 - 2001年）

2001年
- シスター♥プリンセス（シリーズ構成）
- ドッとKONIちゃん（シリーズ構成）
- 超GALS!寿蘭（2001年 - 2002年）

2002年
- 藍より青し（シリーズ構成）
- シスター・プリンセス RePure（シリーズ構成）
- ロックマンエグゼ（2002年 - 2003年）

2003年
- D.C. 〜ダ・カーポ〜
- ロックマンエグゼAXESS（2003年 - 2004年）

2004年
- ロックマンエグゼStream（2004年 - 2005年）

2005年
- D.C.S.S. 〜ダ・カーポ セカンドシーズン〜
- まほらば〜Heartful days
- かりん（2005年 - 2006年）

2006年
- いぬかみっ!
- 乙女はお姉さまに恋してる
- 鍵姫物語 永久アリス輪舞曲
- 妖逆門
- 流星のロックマン（2006年 - 2007年）

2007年
- D.C.II 〜ダ・カーポII〜
- ながされて藍蘭島
- レンタルマギカ（ - 2008年）
- 流星のロックマン トライブ（ - 2008年）

2008年
- ネットゴーストPIPOPA
- D.C.II S.S. 〜ダ・カーポII セカンドシーズン〜

2009年
- メタルファイト ベイブレード（2009年 - 2010年）
- 花咲ける青少年
- バトルスピリッツ 少年激覇ダン（2009年 - 2010年）

2010年
- おまもりひまり
- 会長はメイド様!
- メタルファイト ベイブレード 爆（2010年 - 2011年）
- 祝福のカンパネラ
- バトルスピリッツ ブレイヴ（2010年 - 2011年）
- ヨスガノソラ

2011年
- メタルファイト ベイブレード 4D
- いつか天魔の黒ウサギ
- バトルスピリッツ 覇王（2011年 - 2012年）

2012年
- パパのいうことを聞きなさい!
- だから僕は、Hができない。
- バトルスピリッツ ソードアイズ（2012年 - 2013年）

2013年
- 這いよれ! ニャル子さんW
- 最強銀河 究極ゼロ 〜バトルスピリッツ〜（2013年 - 2014年）

2014年
- 星刻の竜騎士
- オレカバトル（2014年 - 2015年）

2015年
- サザエさん（2015年 - ）

2016年
- 逆転裁判 〜その「真実」、異議あり!〜
- タイガーマスクW

2017年
- トミカハイパーレスキュー ドライブヘッド 機動救急警察

2018年
- ISLAND

2019年
- とある科学の一方通行

2020年
- 忍たま乱太郎（2020年 - ）

2024年
- 愚かな天使は悪魔と踊る

### 劇場アニメ
1999年
- 劇場版 天地無用! in LOVE2 遙かなる想い

### OVA
1993年
- タイムボカン王道復古

1996年
- 闘神伝

### Webアニメ
2008年
- いくぜっ! 源さん

### ドラマCD
1994年
- ザ・キング・オブ・ファイターズ'94

### ラジオドラマ
- もっと!ときめきメモリアル（1995年 - 1996年、文化放送）

### その他
- スライム冒険記〜海だ、イエー〜（1999年） Vジャンプフェスティバルにて上映された短編アニメ

## 小説
- エルフを狩るモノたち（電撃文庫）

## 出演
- 林原めぐみのHeartful Station（2代目アシスタント）